# Riner
Riner – gmina w Hiszpanii, w prowincji Lleida, w Katalonii, o powierzchni 47,41 km². W 2011 roku gmina liczyła 294 mieszkańców.